# Besni (district)
Besni is een Turks district in de provincie Adıyaman en telt 80.468 inwoners (2007). Het district heeft een oppervlakte van 1150,9 km².
De bevolkingsontwikkeling van het district is weergegeven in onderstaande tabel.
| 1997    | 2000    | 2007   |
| ------- | ------- | ------ |
| 111.279 | 108.667 | 80.468 |